# Lac Catahoula
Le lac Catahoula (en anglais : Catahoula Lake) est un lac américain dans les paroisses de La Salle et des Rapides, en Louisiane. Il est situé à 13 mètres d'altitude le long du cours de la Little. Il constitue un site Ramsar depuis le 18 juin 1991.